# Dercitus
Dercitus is een geslacht van sponsdieren uit de familie Ancorinidae van de Demospongiae. 

## Soorten
ondergeslacht Dercitus
- Dercitus bucklandi (Bowerbank, 1858)

ondergeslacht Halinastra
- Dercitus arubensis Van Soest, Beglinger & De Voogd, 2010
- Dercitus berau Van Soest, Beglinger & De Voogd, 2010
- Dercitus exostoticus (Schmidt, 1868)
- Dercitus japonensis Van Soest, Beglinger & De Voogd, 2010
- Dercitus luteus (Pulitzer-Finali, 1986)
- Dercitus sibogae Van Soest, Beglinger & De Voogd, 2010

ondergeslacht Stoeba
- Dercitus bahamensis Van Soest, Beglinger & De Voogd, 2010
- Dercitus bangkae Calcinai, Bastari, Makapedua, Cerrano, 2017
- Dercitus dissimilis (Sarà, 1959)
- Dercitus extensus (Dendy, 1905)
- Dercitus fijiensis Van Soest, Beglinger & De Voogd, 2010
- Dercitus latex (Moraes & Muricy, 2007)
- Dercitus lesinensis (Lendenfeld, 1894)
- Dercitus occultus Hentschel, 1909
- Dercitus pauper Sollas, 1902
- Dercitus plicatus (Schmidt, 1868)
- Dercitus pseudodiscorhabda Santos & Pinheiro, 2016
- Dercitus reptans Desqueyroux-Faúndez & Van Soest, 1997
- Dercitus senegalensis Van Soest, Beglinger & De Voogd, 2010
- Dercitus simplex (Carter, 1880)
- Dercitus syrmatitus De Laubenfels, 1930
- Dercitus verdensis Van Soest, Beglinger & De Voogd, 2010